# 七里乡 (舒兰市)
七里乡，是中华人民共和国吉林省吉林市舒兰市下辖的一个乡镇级行政单位。

## 行政区划
七里乡下辖以下地区：
七里村、八道村、珠琪村、三合村、永生村、杨家村、新民村、长治村、九胜村、黄泥村、五方村、松柏村和示光村。